# BMW E38
BMW E38 (eller BMW 7-serie) är en personbil, tillverkad av den tyska biltillverkaren BMW mellan 1994 och 2001.

## BMW E38
Den tredje generationens 7-serie introducerades hösten 1994 med V8-motor. Senare tillkom den tolvcylindriga 750i. Från 1996 fanns även en instegsmodell med sexcylindrig motor. Hösten 1996 förstorades V8:orna samt så introducerades den första 7-serien med dieselmotor. 

## Motor
| Modell | Årsmodell | Motor                    | Cylindervolym | Effekt | Bränslesystem           | Förbrukning | 0–100 km/h    |
| ------ | --------- | ------------------------ | ------------- | ------ | ----------------------- | ----------- | ------------- |
| 730i   | 1994-95   | M60: 8-cyl V-motor DOHC  | 2997 cm³      | 218 hk | Bränsleinsprutning      | 1,09 (1,11) | 8,3 (9,7) sek |
| 740i   | 1994-95   | M60: 8-cyl V-motor DOHC  | 3982 cm³      | 286 hk | Bränsleinsprutning      | 1,19 (1,17) | 6,9 (7,4) sek |
| 750i   | 1994-2001 | M73: 12-cyl V-motor SOHC | 5379 cm³      | 326 hk | Bränsleinsprutning      | (1,29)      | (6,6) sek     |
| 725tds | 1996-98   | M51: 6-cyl radmotor SOHC | 2497 cm³      | 143 hk | Turbodiesel             | (0,81)      | (11,3) sek    |
| 728i   | 1996-2001 | M52: 6-cyl radmotor DOHC | 2793 cm³      | 193 hk | Bränsleinsprutning      | (1,11)      | (8,9) sek     |
| 735i   | 1996-2001 | M62: 8-cyl V-motor DOHC  | 3498 cm³      | 238 hk | Bränsleinsprutning      | (1,22)      | (7,8) sek     |
| 740i   | 1996-2001 | M62: 8-cyl V-motor DOHC  | 4398 cm³      | 286 hk | Bränsleinsprutning      | (1,30)      | (6,8) sek     |
| 730d   | 1999-2001 | M57: 6-cyl radmotor DOHC | 2926 cm³      | 193 hk | Common rail turbodiesel | (0,86)      | (9,1) sek     |
| 740d   | 1999-2001 | M67: 8-cyl V-motor DOHC  | 3901 cm³      | 245 hk | Common rail turbodiesel | (0,98)      | (8.4) sek     |